# Malé Dvorce
Malé Dvorce (deutsch Klein Meierhöfen) ist ein Ortsteil der Stadt Přimda (Pfraumberg) im Okres Tachov (Bezirk Tachau), Tschechien.

## Geographische Lage
Das Dorf Malé Dvorce (Klein Meierhöfen) liegt ungefähr vier Kilometer südöstlich von Přimda (Pfraumberg).

## Geschichte
Malé Dvorce (Klein Meierhöfen) wurde 1580 erstmals schriftlich erwähnt.
Von 1869 bis 1950 war Malé Dvorce (Klein Meierhöfen) eine selbständige Gemeinde im Bezirk Tachau.
1961 bis 1971 gehörte Malé Dvorce (Klein Meierhöfen) zur Gemeinde Velké Dvorce (Groß Maierhöfen).
Vom 26. November 1971 bis zum 31. Dezember 1979 war Malé Dvorce (Klein Meierhöfen) Ortsteil der Gemeinde Třískolupy (Drißgloben).
Seit dem 1. Januar 1980 gehört Malé Dvorce (Klein Meierhöfen) zur Gemeinde Přimda (Pfraumberg).

## Einwohnerentwicklung in Malé Dvorce ab 1869
| Jahr | Einwohner | Gebäude |
| ---- | --------- | ------- |
| 1869 | 124       | 25      |
| 1880 | 124       | 26      |
| 1890 | 103       | 26      |
| 1900 | 120       | 26      |
| 1910 | 134       | 25      |
| 1921 | 142       | 26      |
| 1930 | 124       | 26      |

| Jahr | Einwohner | Gebäude |
| ---- | --------- | ------- |
| 1950 | 55        | 17      |
| 1961 | 64        | 39      |
| 1970 | 55        | 15      |
| 1980 | 45        | 15      |
| 1991 | 43        | 16      |
| 2001 | 27        | 16      |